# 동예천역
동예천역(東醴泉驛)은 경상북도 예천군 예천읍 남본리에 위치한 경북선의 폐지된 철도역이다. 영업 당시 방학 기간을 제외한 기간만 운영된 학생들의 통학을 목적으로 설치되었던 임시승강장이다. 현재 폐역되어 그 터조차 남아있지 않다.

## 연혁
- 1966년 12월 12일 : 임시승강장으로 영업 개시[1]
- 1974년 6월 1일 : 폐역[2]
- 2016년 4월 28일 : 예천역 ~ 어등역 구간 이설로 선로 폐지[3]